# Федерация шашек России
Федерация шашек России — общероссийская общественная организация, объединяющая на добровольной основе шашечные федерации российских регионов, главной целью которой является развитие и популяризация вида спорта "шашки" на территории Российской Федерации, а также представление интересов российских спортсменов, тренеров, судей и организаторов шашечного движения на международной арене.

## Деятельность
Федерация шашек России учреждена в 1992 году, однако была официально зарегистрирована в Минюсте России лишь 24 мая 1995 года (свидетельство о регистрации №2760). До 1998 года организация имела иное название - "Российская федерация шашек" (сокращенно РФШ). ФШР является правопреемницей действовавшей до 1992 года Федерации шашек СССР.

Федерация шашек России является основанным на членстве добровольным общероссийским общественным объединением, в состав которого входят региональные подразделения ФШР и самостоятельные шашечные федерации республик, краёв, областей, городов федерального значения, автономных областей и автономных округов на территории Российской Федерации. Федерация шашек России имеет статус аккредитованной при Министерстве спорта Российской Федерации общероссийской спортивной организацией и от имени Министерства спорта РФ наделена правами на проведение официальных соревнований всероссийского уровня по всем дисциплинам вида спорта "шашки", включая Чемпионаты России, Первенства России, Кубки России, Всероссийские соревнования, Чемпионаты и Первенства федеральных округов и другие.

### Виды шашек, развиваемые Федерацией шашек России
Вид спорта "шашки" входит во второй раздел Всероссийского реестра видов спорта (ВРВС), имеет номер-код вида спорта 0890002411Я. В соответствии с ВРВС вид спорта "шашки" имеет следующие спортивные дисциплины:
| Наименование спортивной дисциплины                              | Номер-код спортивной дисциплины |
| --------------------------------------------------------------- | ------------------------------- |
| русские шашки                                                   | 0890122811Я                     |
| русские шашки - быстрая игра                                    | 0890102811Я                     |
| русские шашки - молниеносная игра                               | 0890112811Я                     |
| русские шашки - командные соревнования                          | 0890062811Я                     |
| русские шашки - быстрая игра - командные соревнования           | 0890142811Л                     |
| русские шашки - молниеносная игра - командные соревнования      | 0890012811Л                     |
| стоклеточные шашки                                              | 0890022811Я                     |
| стоклеточные шашки - быстрая игра                               | 0890082811Я                     |
| стоклеточные шашки - молниеносная игра                          | 0890092811Я                     |
| стоклеточные шашки - командные соревнования                     | 0890072811Я                     |
| стоклеточные шашки - быстрая игра - командные соревнования      | 0890162811Л                     |
| стоклеточные шашки - молниеносная игра - командные соревнования | 0890152811Л                     |
| игра по переписке                                               | 0890032811Я                     |
| обратная игра в шашки (поддавки)                                | 0890042811Я                     |
| шашечная композиция                                             | 0890052811Я                     |
| рэндзю                                                          | 0890132811Я                     |

### Участие в формировании нормативно-правовой базы
Являясь официальной общественной организацией, развивающей на территории Российской Федерации вид спорта "шашки", Федерация шашек России постоянно участвует в разработке и формировании нормативно-правовых актов и иной документации, регулирующих развитие вида спорта. Основными направлениями данной работы являются:
- Внесение предложений по изменению и адаптации Правил вида спорта[8]
- Внесение предложений по включению мероприятий в ежегодный Единый календарный план межрегиональных, всероссийских и международных физкультурных мероприятий и спортивных мероприятий Минспорта РФ[9]
- Разработка и представление для утверждения ежегодного Положения о межрегиональных и всероссийских официальных спортивных соревнованиях[10]
- Подготовка списков кандидатов для включения в Списки сборных команд Российской Федерации[11]
- Внесение предложений по формированию Квалификационных требований к спортивным судьям[12]
- Подготовка предложений по внесению изменений в Единую всероссийскую спортивную классификацию[13]
- Внесение предложений по изменениям во Всероссийский реестр видов спорта[5]
- Разработка и представление Программы развития вида спорта на четырёхлетний период[14]
- Внесение предложений по формированию Федерального стандарта спортивной подготовки по виду спорта[15]

все перечисленные документы в обязательном порядке утверждаются Министерством спорта РФ

## Руководство
Согласно Уставу Федерации шашек России высшим руководящим органом ФШР является Конференция, проводимая не реже одного раза в четыре года. Конференция представляет из себя собрание делегатов, наделённых правом голоса от имени региональных спортивных федераций по шашкам и структурных подразделений ФШР. Решения по вопросам повестки дня Конференции принимаются путём голосования делегатов. К компетенции этой Конференции в том числе относятся избрание сроком на четыре года руководящих и контрольно-ревизионных органов Федерации шашек России, а также при необходимости и досрочное прекращение их полномочий. В промежутке времени между Конференциями (т.е. в течение четырёх лет между очередными Конференциями) руководство организацией осуществляет избранный делегатами Президиум Федерации шашек России, председателем которого является Президент Федерации шашек России.

### Президенты Федерации шашек России
- Никитин Анатолий Юрьевич (с июня 2015 по настоящее время)
- Юргенсон Александр Валерьевич (с августа 2012 по июнь 2015) исполнял обязанности как Первый вице-президент ввиду болезни и последующей смерти действующего руководителя
- Левченко Анатолий Николаевич (с декабря 2011 по август 2012) исполнял обязанности как Вице-президент ввиду болезни действующего руководителя
- Арутюнян Рафаил Рубенович (с октября 2011 по декабрь 2012)
- Захряпин Александр Михайлович (с октября 2005 по октябрь 2011)
- Каболов Владислав Владимирович (с октября 2004 по октябрь 2005)
- Гурков Евгений Александрович (с июля 2004 по октябрь 2004) исполнял обязанности как Вице-президент
- Климашев Роман Николаевич: (с апреля 1998 по июль 2004)
- Горбачев Сергей Николаевич: (с декабря 1997 по апрель 1998)
- Птицын Владимир Ильич (с января 1995 по декабрь 1997)
- Козлов Иван Пименович (с ?? 1992 по январь 1995)

## Членство в международных организациях
Федерация шашек России является действующим членом ряда международных спортивных организаций, развивающих вид спорта "шашки" на международном уровне. В настоящее время ФШР имеет соответствующие договора о сотрудничестве и состоит в следующих организациях (спортивных федерациях):
- Всемирная федерация шашек (FMJD) - сотрудничество по дисциплинам, включающим "стоклеточные (международные) шашки"[17]
- Международная федерация шашек (IDF) - сотрудничество по дисциплинам, включающим "русские шашки"[18]
- Международная федерация рэндзю (RIF) - сотрудничество по дисциплине "рэндзю"[19]

Федерация шашек России была одним из инициаторов выхода в октябре 2015 года из состава FMJD Секции-64 (FMJD section 64 Russian/Brazilian). Основанием для этого стало решение, принятое на Генеральной Ассамблее Всемирной федерации шашек (FMJD), о закреплении в Уставе FMJD главенствующей роли дисциплины "стоклеточные шашки", что фактически обозначало дискриминационное положение остальных видов/дисциплин шашек внутри FMJD (включая "русские шашки"). Но уже в конце 2017 года ситуация изменилась: решением Президиума ФШР от 08.12.2017 года Федерация шашек России вышла из состава членов Международной федерации шашек (IDF) и предложила Всемирной федерации шашек (FMJD) воссоздать Секцию-64. Руководителем возрождённой Секции-64 был назначен Президент ФШР А.Ю.Никитин. Вновь созданная Секция-64 FMJD просуществовала до конца августа 2021 года, когда её деятельность была приостановлена руководством FMJD ввиду "неудовлетворительной ситуации с 64". Среди основных причин данного решения: нет обратной связи от руководителя Секции-64, нет финансовых отчётов о деятельности Секции-64, нет выборов внутри Секции-64. В апреле 2022 года на фоне достигнутых соглашений между FMJD и IDF Федерация шашек России вновь становится членом Международной федерации шашек (IDF).